# Oksana Mucha
Oksana Teodoriwna Mucha (ukr. Оксана Теодорівна Муха, ur. 1 września 1964 we Lwowie) – ukraińska projektantka sukni ślubnych i wieczorowych. Suknie jej marki, OKSANA MUKHA, były wybierane przez członków rodziny prezydenckiej Ukrainy, francuskiej rodziny królewskiej, japońskiego domu cesarskiego, aktorów kina ukraińskiego i światowego, celebrytów oraz operowe diwy.

## Życiorys
W 1985 roku rozpoczęła studia w Narodowej Akademii Sztuk Pięknych. W czasie studiów wykształciła swój styl projektowania.

### Kariera
W 1990 roku rozpoczęła własną działalność, która z czasem przekształciła się w markę OKSANA MUKHA, działającą na rynku od ponad 30 lat.
W 1991 roku rozpoczęła działalność, tworząc swoje pierwsze kolekcje sukien ślubnych, początkowo w warsztacie w swoim mieszkaniu, a następnie w wynajętym studiu. W 1994 roku założyła przedsiębiorstwo „Galvestmoda”. Na początku 2006 roku weszła na rynek amerykański, nawiązując współpracę z firmą „Diamond Bridal Gallery” z Kalifornii. W tym samym czasie powstała marka OKSANA MUKHA. W tym roku firma zadebiutowała również na rynkach we Włoszech (Modena) i w Kazachstanie (Ałmaty).  W 2007 roku Oksana weszła na rynki Republiki Południowej Afryki (Pretoria) i Litwy (Kowno). Jest członkinią Związku Projektantów Ukrainy.

### Marka OKSANA MUKHA
Marka OKSANA MUKHA jako pierwsza na Ukrainie wprowadziła elementy "haute couture" do swoich sukien ślubnych i wieczorowych. W 2000 roku firma otworzyła salon firmowy we Lwowie o powierzchni 400 metrów kwadratowych, co uczyniło go największym w regionie. W 2004 roku marka rozszerzyła swoją działalność na rynek niemiecki, a następnie kontynuowała rozwój na arenie międzynarodowej. W 2008 roku we Francji otwarto pierwszy monobrandowy butik "OKSANA MUKHA Paris".
W październiku 2009 roku Oksana Mucha zaprezentowała kolekcję modeli ślubnych na specjalistycznej wystawie w Luwrze w Paryżu, zorganizowanej w ramach obchodów 115-lecia marki Swarovski. Spośród 150 międzynarodowych firm produkujących suknie ślubne i wieczorowe, Swarovski wybrał OKSANA MUKHA do udziału w pokazie finałowym. Na wybiegu zaprezentowano pięć sukien z kolekcji, w tym suknię "Crystal Swan" z unikalnymi haftami z kryształów, która została wystawiona wraz z pięcioma modelami innych światowych marek w showroomie Swarovskiego w Luwrze.
Od początku 2012 roku marka OKSANA MUKHA prezentuje swoje kolekcje na prestiżowych międzynarodowych pokazach. Syn Oksany Mukhy, Vsevolod Yalovy, został dyrektorem wykonawczym firmy. Córka Oksany Mukhy, Kateryna Yalova, pełni funkcję dyrektora kreatywnego firmy i wraz z matką tworzy kolekcje mody ślubnej i okolicznościowej.
Od 2020 roku Oksana Mucha pozyskała nowych przedstawicieli w Paryżu, Pradze, Toronto, Melbourne, Dortmundzie, Padwie, Kownie, Rydze, Tallinnie, Warszawie, Taszkencie, Ałmaty, Miami, Nowym Jorku, Bukareszcie, Tokio, Sydney, Dubaju, Wenezueli, RPA i wielu innych miejscach. Dziś marka OKSANA MUKHA jest obecna w 70 krajach i nadal rozwija swoje globalne zasięgi. Oleksandra Klepacka, reprezentantka Polski na konkursie "Miss Universe 2022", wybrała suknię Oksany Mukha na galę przed otwarciem konkursu.
W październiku 2023 roku Oksana Mucha zaprezentowała swoją kolekcję „Attraverso dei tempi” na targach Mélange de Blanc w Nowym Jorku, prezentującą różnorodne suknie ślubne i wieczorowe. W sierpniu 2024 roku ukraińska marka OKSANA MUKHA zaprezentowała kolekcję sukien ślubnych “Pearl”, inspirowaną willą rodziny Rothschildów na Lazurowym Wybrzeżu. Kolekcja została po raz pierwszy zaprezentowana na Barcelona Bridal Fashion Week, a następnie była prezentowana wrześniowej prezentacji na National Bridal Market w Chicago.
Wśród znanych klientów domu mody OKSANA MUKHA znajdują się Oksana Bilozir, Ilona Gvozdyova, Zoryana Kushpler, ukraińska piosenkarka Oksana Mucha, Melanie Modran, śpiewaczka operowa Anna Kasyan z Paryża oraz Maryna Poroszenko. Do grona tych osób dołączyły również Laura Lempicka, Jessica Minh Anh, Ophelie Mezino, Eva Colas oraz Kateryna Osadcha. 
Anna, wnuczka Charlesa de Gaulle'a, wybrała na swój ślub w paryskim butiku dwie sukienki marki OKSANA MUKHA.
Kolekcje Oksany Mukhy były prezentowane w wielu wpływowych magazynach, w tym „Sposa Book”, „Collezioni Sposa”, „Collezioni Haute Couture” (Włochy), „OK! ”, „Wedding Magazine”, „inSTYLE”, „Elle Spain”, „New York Times Weekly”, „MODATEX”, „Panna Młoda”, „Forever”, „Point De Vue” (Francja), „Elle Italy”, „Vogue”, „Haute Couture Sposa” i „Harper's Bazaar Vietnam”.

### Działalność publiczna
Oksana Mucha i jej firma angażują się w inicjatywy charytatywne, często uczestnicząc w wydarzeniach i kampaniach dobroczynnych.
Zespół marki przyczynił się do różnych działań, w tym produkcji odzieży kamuflującej oraz zakupu pojazdów dla Sił Zbrojnych Ukrainy. Ponadto, zapewnili wsparcie wolontariackie, pomagając wojsku w czasie agresji Rosji na Ukrainę, koncentrując się na potrzebach humanitarnych.

## Nagrody
W 2008 roku firma Oksany Mukhy otrzymała Grand Prix na wystawie "Złoty Wieszak" (Lublin, Polska) za oryginalną kreatywność i promowanie ukraińskich tradycji na arenie światowej. Zgodnie z międzynarodowym rankingiem ekonomicznym "Liga Najlepszych", w 2010 roku firma "OKSANA MUKHA" zajęła 2. miejsce wśród przedsiębiorstw wszystkich form własności w kategorii "Produkcja odzieży i akcesoriów". Otrzymała również order "Gwiazda Gospodarki Ukrainy", wraz z osobistym certyfikatem oraz tytułem "Menadżer Roku 2010". Na początku marca 2013 roku Oksana Mucha została odznaczona Orderem Królowej Anny "Honor Ojczyzny", który przyznawany jest kobietom za wybitne osiągnięcia w działalności państwowej, przemysłowej, społecznej, naukowej, edukacyjnej, kulturalnej, charytatywnej i innych obszarach życia społecznego.
W 2011 roku Oksana Mucha została uznana Najlepszą Projektantką Ślubną w konkursie Ukrainian Wedding Awards.
W 2016 roku Oksana Mucha została wpisana na listę 50 Najbardziej Udanych Kobiet Lwowskiego Regionu.
W 2021 roku marka OKSANA MUKHA otrzymała Nagrodę Biznesową 2021 od Międzynarodowego Forum Biznesowego.

## Życie prywatne
Oksana Mucha jest żoną Vasyla Yalovyy, projektanta i architekta. Mają troje dzieci, z których wszystkie pracują w rodzinnej firmie OKSANA MUKHA. Ich syn, Vsevołod Yalovyy, pełni funkcję CEO firmy. Starsza córka, Kateryna Yalova, jest głównym projektantem, która ściśle współpracuje z Oksana Mucha przy tworzeniu nowych kolekcji sukien ślubnych i wieczorowych. Młodsza córka, Solomiya Yalova, jest kierownikiem działu sprzedaży hurtowej oraz kontroluje globalną dystrybucję oraz relacje z klientami dla marki.